# Paratge natural municipal

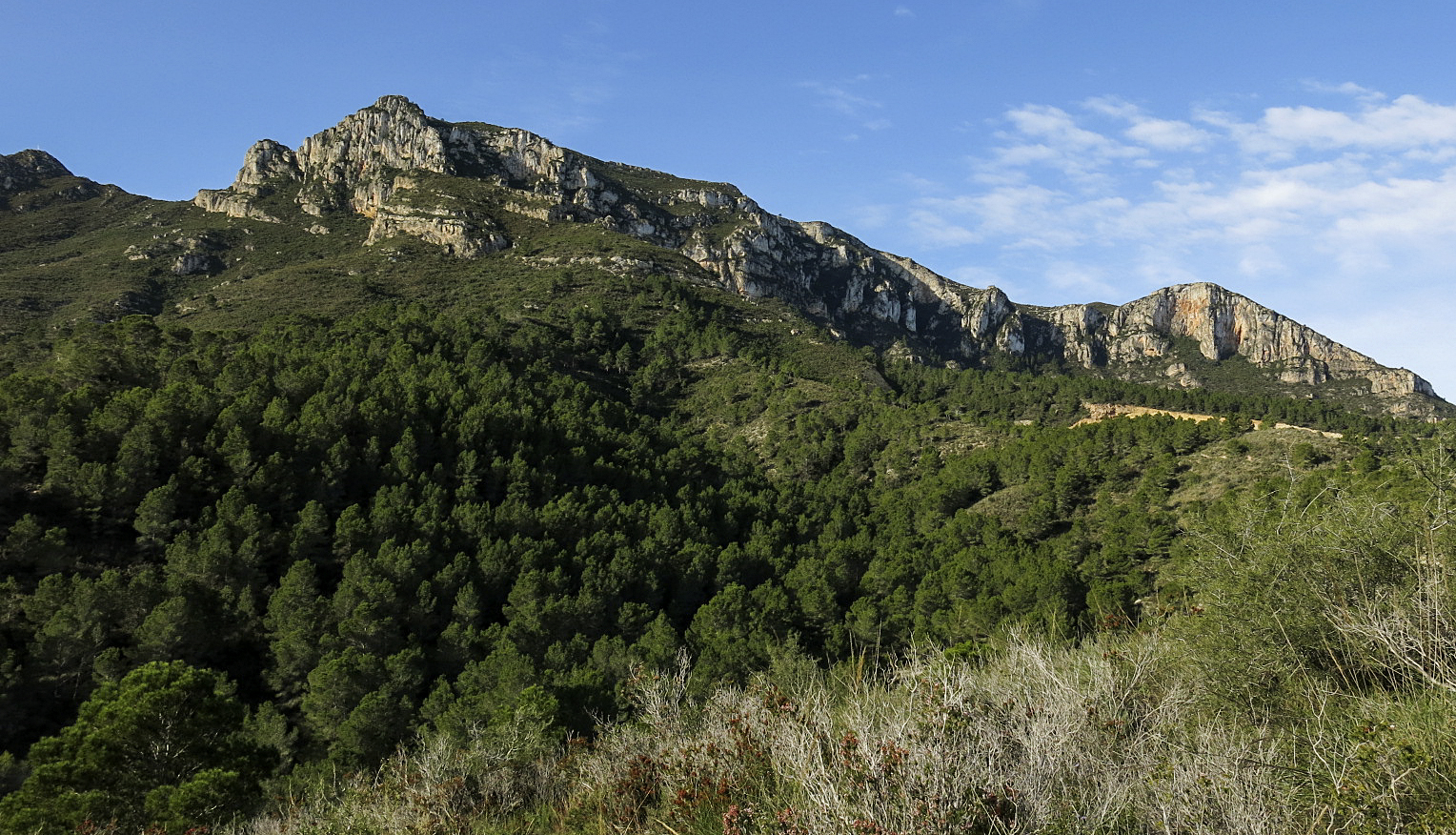
L'entorn natural de la Muntanya de Llaurí va ser declarat PNM en el Decret 5/2011, de 28 de gener del Consell Valencià

La Generalitat Valenciana, amb la llei 11/94 de 27 de desembre sobre Espais Naturals Protegits de la Comunitat Valenciana, estableix la categoria de paratge natural municipal (PNM) i els defineix com a «zones compreses dins d'un o de diversos termes municipals que presenten especials valors naturals d'interès local que requeresquen ser protegides, conservades i millorades, i siguen declarades com a tals a instàncies de les entitats locals.»
La declaració d'un PNM correspon al Govern Valencià, però la gestió recau sobre els ajuntaments promotors. S'encarrega de la mateixa un consell de participació on estan representats la Generalitat, l'Ajuntament, propietaris i altres agents socials o econòmics implicats. Aquest consell té caràcter consultiu, col·laborador i assessor. La declaració d'aquest nivell de protecció implica que en el paratge sols es permetran els usos i les activitats que siguen compatibles amb els recursos i valors que en motiven la declaració i que es concreten en el pla especial corresponent. L'aprovació d'aquest pla especial serà simultània a la declaració. En tots els casos la utilització urbanística dels terrenys resta exclosa.
A gener de 2025 al País Valencià hi ha un total de 72 paratges protegits sota aquesta figura, abastant un total de 29.256 hectàrees distribuïdes per les comarques valencianes.

## Llista de paratges naturals municipals
| Nom                               | Municipi              | Comarca           | Superfície (Ha) | Any de declaració |
| --------------------------------- | --------------------- | ----------------- | --------------- | ----------------- |
| Barranc de la Fosch               | Montesa               | la Costera        | 604,74          | 2010              |
| Barranc de la Hoz                 | Ènguera               | Canal de Navarrés | 1.009,00        | 2010              |
| Bovalar de Sant Jordi             | Sant Jordi            | Baix Maestrat     | 27,38           | 2006              |
| El Castell                        | Atzeneta del Maestrat | Alt Maestrat      | 4,40            | 2008              |
| Castell d'Arenós                  | la Pobla d'Arenós     | Alt Millars       | 32,51           | 2011              |
| Clot de la Mare de Déu            | Borriana              | Plana Baixa       | 17,84           | 2002              |
| Cova Negra                        | Xàtiva                | la Costera        | 57,18           | 2006              |
| Ermitori de la Madalena           | Castelló de la Plana  | Plana Alta        | 14,05           | 2006              |
| El Mollet                         | Sant Joan de Moró     | Plana Alta        | 114,60          | 2008              |
| El Molón                          | Camporrobles          | Plana d'Utiel     | 199,81          | 2012              |
| El Pozo Junco                     | el Toro               | Alt Palància      | 45,31           | 2004              |
| El Rivet                          | Benassal              | Alt Maestrat      | 16,00           | 2005              |
| L'Estany                          | Nules                 | Plana Baixa       | 2,71            | 2004              |
| La Dehesa                         | Soneixa               | Alt Palància      | 681,40          | 2008              |
| La Esperanza                      | Sogorb                | Alt Palància      | 12,97           | 2006              |
| Mola d'Ares                       | Ares del Maestrat     | Alt Maestrat      | 127,22          | 2006              |
| La Palomita                       | Vilafranca            | els Ports         | 148,58          | 2007              |
| El Surar                          | Llutxent              | Vall d'Albaida    | 837,00          | 2005              |
| El Surar                          | Pinet                 | Vall d'Albaida    | 837,00          | 2005              |
| el Tello                          | Llombai               | Ribera Alta       | 1.065,29        | 2005              |
| La Torrecilla-Puntal de Navarrete | Altura                | Alt Palància      | 331,30          | 2006              |
| Mola de la Vila                   | el Forcall            | els Ports         | 129,71          | 2005              |
| Peñaescabia                       | Begís                 | Alt Palància      | 474,83          | 2004              |
| Pereroles                         | Morella               | els Ports         | 360,67          | 2010              |
| Racó del Frare                    | Sant Mateu            | Baix Maestrat     | 207,32          | 2007              |
| Rambla de Sellumbres              | Castellfort           | els Ports         | 1.194,40        | 2008              |
| Rambla de Sellumbres              | Cinctorres            | els Ports         | 1.194,40        | 2008              |
| Rambla de Sellumbres              | Portell de Morella    | els Ports         | 1.194,40        | 2008              |
| Sant Miquel                       | Vilafamés             | Plana Alta        | 43,5            | 2007              |
| Serra del Puig                    | Vinaròs               | Baix Maestrat     | 17,45           | 2016              |